# 品質管理検定
品質管理検定（ひんしつかんりけんてい）とは、一般財団法人日本規格協会（JSA）と一般財団法人日本科学技術連盟（JUSE）が主催し、一般社団法人日本品質管理学会（JSQC）が認定する品質管理に関する検定である。英:  QualityControlからQC検定とも呼ばれる。

## 概要
品質管理（QC）の知識およびその改善能力を評価することを目的とした検定試験。近年では製造業や食品産業を中心に、社内評価や社員教育に取り入れる企業や、従業員に受験を推奨する企業が増えている。受験者層は製造業だけでなく、ホテルや百貨店などのサービス業も対象としている。
試験ではQC7つ道具や統計学などの知識も要求される。
2024年11月時点で140万人以上が受検している。
なおQC検定は国家試験や業務独占資格の類ではない。品質管理に関する国家資格としては計量士がある。

## 受検級
- 1級
- 2級
- 3級（CBT方式）
- 4級（CBT方式）

※ どの級も受験資格は設定されていない。
※ 目安としては2級以上が管理職・リーダーレベル、3級が中堅社員レベル、4級が新入社員・学生（大学生・高専生・高校生）レベルと言われている。
※3級、4級はCBT方式での受検となる。

## 試験形式
2級以下は制限時間90分のマークシート試験である。
1級は制限時間120分で、マークシート形式の問題だけでなく論述課題も課される。

### 合格基準
1級
以下の条件を3つ全て満たしていること。
- 一次試験（マークシート）の得点率が70%以上であり、かつ、手法分野・実践分野の2分野ともに得点率50%以上であること。
- 二次試験（論述課題）の得点率が50%以上であること。
- 一次試験と二次試験を合計した総合得点率が70%以上であること。

※ 一次試験のみ合格した場合は準1級と認定される。ただし、準1級と認定された者であっても、1級と認定されるためには再度一次試験を受験し、一次試験・二次試験ともに合格する必要がある。
2級、3級
以下の条件を2つとも満たしていること。
- 総合得点率が70%以上であること。
- 手法分野・実践分野の2分野ともに得点率50%以上であること。

4級
得点率が70%以上であること。

## 受検料
- 1級 - 11,880円
- 2級 - 7,150円
- 3級 - 5,830円
- 4級 - 4,400円

※ 隣接する2つの級をあわせて受検する場合は、両方の検定料を合計した金額から1,000円程度割引となる。

## 試験日
年2回（3月下旬と9月上旬）

## 合格者の特典
- 製造業を中心に、QC検定2級以上の合格者を、昇進等の人事評価で優遇する民間企業がある。また、QC検定3級以上の合格者に資格手当や報奨金を支給する企業もある。
- 一部の企業では就職・転職の際にQC検定の合格者を合格した級に応じて優遇措置の対象とする場合がある。
- 工業高等学校のジュニアマイスター顕彰制度において、QC検定の合格者は加点の対象となっている。2級合格者には12ポイントが、3級の合格者には4ポイントが、4級の合格者には2ポイントが付与される。